# Matías Moroni
Matías Moroni (Buenos Aires, 29 de marzo de 1991) es un jugador de rugby argentino que juega de centro para la Selección de rugby de Argentina y para CA Brive del Rugby Pro D2 de Francia.
Moroni se formó deportivamente en el colegio Los Molinos y el Club Universitario Buenos Aires. Fue miembro del equipo de Argentina M20 que compitió en el Campeonato Mundial de Rugby Juvenil de 2011, también representó a su país en el equipo de rugby 7 en trece competiciones durante los años 2012 y 2013 y 2016, fue seleccionado por los Pampas XV para su gira de 2014 por Oceanía.
Su debut con la selección de Argentina "Los Pumas", se produjo en un partido contra Escocia en Córdoba el 20 de junio de 2014. No fue seleccionado para disputar del Rugby Championship 2014, sin embargo fue incluido en el equipo de los amistosos internacionales de finales de ese año y consiguió su segunda cap en una victoria 20-18 sobre Italia en Génova.
Seleccionado para la Copa del Mundo de Rugby de 2015, Matías anotó su primer try con la selección en la victoria de su equipo 64-19 sobre Namibia. En el partido de cuartos de final, con una victoria 43-20 sobre Irlanda en el Millennium Stadium de Cardiff, volvió a anotar un ensayo para su equipo.
Matías firmó contrato para jugar con el equipo de Super Rugby de Argentina hasta 2020. Pero debido a la pandemia generada por el virus COVID-19, el mismo finalizó su contrato y emigró al Viejo Continente, más precisamente Inglaterra, para firmar con los Leicester Tigers de la Aviva Premiership.
El 22 de junio de 2022 fue anunciado como nuevo fichaje de Newcastle Falcons, jugando allí hasta 2024.
A medidados de 2024 terminó su relación con el club inglés, y retornó para jugar la última fecha del torneo Top 12 de la URBA en su club de origen, CUBA. 
Actualmente juega para CA Brive del Rugby Pro D2 de Francia.